# Ophiomyia berii
Ophiomyia berii este o specie de muște din genul Ophiomyia, familia Agromyzidae, descrisă de Garg în anul 1971. Conform Catalogue of Life specia Ophiomyia berii nu are subspecii cunoscute.